# Ꙥ
L’el mou (capitale Ꙥ, minuscule ꙥ) est une lettre archaïque de l’alphabet cyrillique utilisée aux XIe et XIIe siècles.

## Utilisation
Ꙥ représente un л palatalisé, pouvant aussi être écrit ‹ л҄ ›. Il est notamment utilisé dans les Anthologies de Sviatoslav de 1076.
Il a aussi été utilisé comme ligature entre л et г dans certaines notations abréviatives,,.

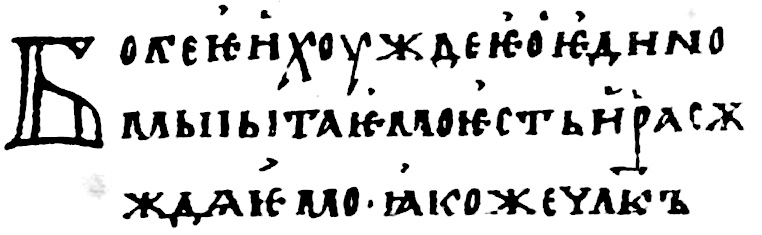
Le ꙥ dans l’Izbornik de Sviatoslav 1073.

## Représentations informatiques
L’el mou peut être représenté avec les caractères Unicode suivants :
| formes    | représentations | chaînes de caractères | points de code | descriptions                       |
| --------- | --------------- | --------------------- | -------------- | ---------------------------------- |
| capitale  | Ꙥ               | Ꙥ                     | U+A664         | lettre majuscule cyrillique el mou |
| minuscule | ꙥ               | ꙥ                     | U+A665         | lettre minuscule cyrillique el mou |